# Gericht Meerholz
Das Gericht Meerholz war ein Amt und ein standesherrlich-ysenburgischer Verwaltungs- und Gerichtsbezirk im Kurfürstentum Hessen.

## Geografie
Das Gericht Meerholz bestand aus den Dörfern:
- Gettenbach
- Gondsroth
- Hailer
- Haitz
- Lieblos
- Meerholz
- Neuenhaßlau
- Niedergründau
- Niedermittlau
- Roth
- Rothenbergen

Hauptort und Verwaltungsmittelpunkt war Meerholz, wo sich das gräfliche Schloss befand, zu dem auch die gemeinsame Kirche für die Einwohner von Meerholz und Hailer gehörte. Das Gericht hatte im Jahr 1821 4011 Einwohner.

## Geschichte
Das Gericht Meerholz ging aus der gräflich-ysenburger Sekundogenitur Ysenburg-Büdingen-Meerholz hervor. Diese wurde mit der Rheinbundakte 1806 im neuen Fürstentum Isenburg mediatisiert. Das Gebiet der ehemaligen Grafschaft zu Ysenburg und Büdingen in Meerholz wurde zu einem Distrikt des neuen souveränen Fürstentums. Aber auch das neue Fürstentum konnte seine Selbständigkeit nicht dauerhaft erhalten: Durch den Wiener Kongress kam es zunächst zu Österreich, das das Territorium der Grafen an den Großherzog von Hessen (Hessen-Darmstadt) übergab mit der Vorgabe, sich mit dem Kurfürstentum Hessen (Hessen-Kassel) über eine Aufteilung zu einigen; dies geschah mit dem Mitte des Jahres 1816 abgeschlossenen Territorial-Ausgleichsvertrag. Die Hälfte des Gebiets nördlich des Mains – darunter auch das Gericht Meerholz – kam zu Kurhessen. Als Standesherren übten die Grafen von Ysenburg-Büdingen-Meerholz im Gericht Meerholz (und im Gericht Gründau oder Lieblos) weiter sonst vom Staat ausgeübte Hoheitsrechte aus, die ihnen aber im Laufe der Jahre zwischen 1821 und 1848 genommen wurden:
- Mit der Verwaltungsreform in Kurhessen, nach dem Regierungsantritt von Kurfürst Wilhelm II., wurde mit Wirkung vom 1. Januar 1822 aufgrund der kurfürstlichen Verordnung vom 29. Juni 1821[5] auch der Kreis Gelnhausen gebildet, wozu das Gericht Meerholz gehörte. Die Ysenburger behielten aber weiter einen Teil der Hoheitsrechte in Verwaltung und Justiz. Der zuständige Kreisrat (später Landrat) nahm nur die landespolizeilichen Aufgaben wahr, sowie die Finanz- und Militärangelegenheiten. Den Grafen zu Ysenburg und Büdingen (Fürsten wurden lediglich die Büdinger Linie, aber erst 1840 und die Wächtersbacher Linie 1865, die Standesherren der Meerholzer Linie waren bis zum Erlöschen der Linie Grafen) stand weiter die Patrimonialgerichtsbarkeit zu, sowie umfangreiche Rechte im Schul- und Kirchenwesen. So bestand ein eigenes Unterkonsistorium für das Gericht Meerholz.[4]
- 1823 verloren die Standesherren in Kurhessen ihre Grundsteuerfreiheit.[4]
- 1829 wurde die gemeinschaftliche Justizkanzlei des Hauses Ysenburg aufgelöst; es handelte sich dabei um die Berufungsinstanz in den Verfahren vor der Patrimonialgerichtsbarkeit mit Sitz in Meerholz. Deren Befugnisse gingen auf des Obergericht in Hanau (Die Vorgängereinrichtung des heutigen Landgerichts Hanau) über.[4]
- Dieser Stand wurde 1833 im Zuge der kurfürstlichen Reaktion auf die Revolution von 1830 nochmals bestätigt.[4]
- Erst nach der nächsten Revolution, 1848, wurden in Kurhessen die standesherrlichen Sonderrechte durch ein Gesetz vom 13. November 1849 beseitigt.[6] Das Gericht Meerholz hörte damit auf als eigenständige Verwaltungs- und Justizeinheit zu bestehen.

## Verbleib
Das Kurfürstentum Hessen stand im Deutschen Krieg 1866 auf der Verliererseite und wurde von Preußen annektiert. Nach dem Zweiten Weltkrieg wurde das Gebiet des ehemaligen Gerichts Meerholz im Kreis Gelnhausen Bestandteil des in der amerikanischen Besatzungszone Deutschlands 1945 neu gebildeten Staates Groß-Hessen und 1946 des Landes Hessen. Im Zuge der Gebietsreform in Hessen wurde es als Bestandteil des Landkreises Gelnhausen am 1. Juli 1974 Teil des Main-Kinzig-Kreises.